# All the Best World Tour
L'All the Best World Tour è la dodicesima tournée di Zucchero Fornaciari, volta a promuovere la raccolta All the Best del 2007. 

## Il tour
Questa tournée, durata poco meno di 90 tappe, ha portato Fornaciari in Europa, nelle Americhe, e in Oceania. L'All the Best World Tour stesso, il precedente Fly World Tour e l'immediatamente successivo Live in Italy Tour costituiscono, insieme, una lunga tournée durata circa un anno e mezzo con più di 200 concerti.

## Le tappe
Il concerto del 14 giugno 2008, presso lo Stadio Giuseppe Meazza di San Siro a Milano, riassettato per l'occasione come una sorta di teatro (ribattezzato da Zucchero "San Siro Stadium Theatre"), è stato registrato e incluso nell'album Live in Italy, così come il concerto del 23 settembre 2007 del Fly World Tour presso l'Arena di Verona.
Marzo 2008
- 29 marzo,  Svizzera, Grindelwald - SnowpenAir

Aprile 2008
- 5 aprile:  Italia, Morbegno - Polo Fieristico Provinciale
- 7 aprile,  Germania, Francoforte sul Meno - Alte Opera
- 9 aprile,  Germania, Monaco di Baviera - Olympiahalle
- 10 aprile,  Germania, Stoccarda - Liederhalle
- 11 aprile,  Germania, Düsseldorf - Philipshalle
- 13 aprile,  Germania, Kiel - Ostseehalle
- 15 aprile,  Germania, Berlino - Max-Schmeling-Halle
- 17 aprile,  Germania, Norimberga - Frankenhalle
- 19 aprile,  Belgio, Anversa - Lotto Arena
- 20 aprile,  Paesi Bassi, Rotterdam - Ahoy
- 21 aprile,  Paesi Bassi, Groninga - Oosterpoort
- 23 aprile,  Austria, Vienna - Wiener Stadthalle (apertura: Dolcenera)
- 25 aprile,  Austria, Linz - Intersport Arena (apertura: Dolcenera)
- 26 aprile,  Austria, Klagenfurt - Messegelände (apertura: Dolcenera)
- 27 aprile,  Austria, Innsbruck - Olympiahalle (apertura: Dolcenera)
- 29 aprile,  Svizzera, Zurigo - Hallenstadion
- 30 aprile,  Svizzera, Zurigo - Hallenstadion

Maggio 2008
- 3 maggio,  Romania, Costanza - Bamboo Club
- 4 maggio,  Bulgaria, Sofia - National Palace of Culture
- 5 maggio,  Ungheria, Budapest - Petőfi Csarnok
- 7 maggio,  Slovacchia, Bratislava - National Tennis Centre
- 8 maggio,  Germania, Kempten - bigBOX Allgäu
- 10 maggio,  Lussemburgo, Esch-sur-Alzette - Rockhal
- 11 maggio,  Germania, Halle (Renania Settentrionale-Vestfalia) - Gerry Weber Stadion
- 13 maggio,  Germania, Amburgo - Laeiszhalle
- 14 maggio,  Germania, Amburgo - Laeiszhalle
- 16 maggio,  Irlanda, Dublino - National Stadium (ospite Sharon Corr)
- 18 maggio,  Regno Unito, Londra - Royal Albert Hall
- 20 maggio,  Germania, Berlino - Messe Berlin
- 22 maggio,  Russia, Mosca - Concert Hall of the Kremlin Palace
- 23 maggio,  Russia, San Pietroburgo - Lensoven Hall
- 27 maggio,  Francia, Parigi - Palais des sports
- 30 maggio,  Francia, Riunione - St. Leu La Ravine
- 31 maggio,  Mauritius, Port Louis - La Citadelle

Giugno 2008
- 4 giugno,  Spagna, Barcellona - Apolo
- 6 giugno,  Spagna, Santa Cruz de Tenerife - Municipal Palace of Sports
- 7 giugno,  Spagna, Gran Canaria - Vecindario Teatro Victor Jara
- 14 giugno,  Italia, Milano - Stadio Giuseppe Meazza (concerto registrato e inserito in Live in Italy)(ospite: Gerry Scotti)
- 27 giugno, Londra - Hyde Park
- 28 giugno,  Paesi Bassi, Utrecht - Vredenburg Leidsche Rijn
- 29 giugno,  Belgio, Bruxelles - Festival Couleur Café

Luglio 2008
- 3 luglio,  Portogallo, Lisbona - Coliseu dos Recreios
- 5 luglio,  Spagna, Madrid - Rock in Rio
- 6 luglio,  Regno Unito, Guildford - Guilfest
- 8 luglio,  Francia, Saint-Malô-du-Bois - Festival de Poupet
- 10 luglio,  Francia, Metz - Parc de Loisirs Lac de la Madine
- 12 luglio,  Marocco, Chefchaouen - Alegría Festival
- 14 luglio,  Liechtenstein, Vaduz - Vaduzer Saal
- 15 luglio,  Francia, Montélimar - Festival Semaine 29
- 28 luglio,  Austria, Graz - Kasematten
- 29 luglio,  Croazia, Abbazia - Summerfest

Agosto 2008
- 1º agosto,  Italia, Alghero - Anfiteatro Maria Pia
- 3 agosto,  Italia, Palermo - Velodromo Paolo Borsellino
- 4 agosto,  Italia, Siracusa - Palalive Summer Arena
- 6 agosto,  Italia, Catanzaro - Arena Magna Grecia
- 7 agosto,  Italia, Lecce - Stadio Via del Mare
- 9 agosto,  Italia, Viareggio - Stadio dei Pini
- 10 agosto,  Italia, Jesolo - Arenile
- 12 agosto,  Svizzera, Avenches - Festival Rock Oz'Arènes
- 14 agosto,  Italia, Cesenatico - Stadio
- 16 agosto,  Italia, Grado - Stadio Isola della Schiusa (precedentemente fissata per il 13 agosto)

Settembre 2008
- 23 settembre  Stati Uniti, Chicago, IL - Portage Theater
- 25 settembre  Stati Uniti, Boston, MA - Somerville
- 26 settembre  Stati Uniti, Westhampton, NY - Westhampton Beach Performing Arts Center
- 27 settembre  Stati Uniti, New York, NY - Carnegie Hall
- 28 settembre  Stati Uniti, Atlantic City, NJ - Taj Mahal
- 30 settembre  Stati Uniti, Detroit, MI - Music Hall Center For Performing Arts

Ottobre 2008
- 2 ottobre,  Canada, Toronto, ON - Massey Hall
- 3 ottobre,  Canada, Montréal - Place des Arts
- 5 ottobre,  Stati Uniti, Cleveland, OH - The Agora Theatre
- 6 ottobre,  Stati Uniti, Pittsburgh, PA - Carnegie Library Music Hall
- 8 ottobre,  Stati Uniti, St. Charles, IL - The Arcada Theater

Novembre 2008
- 7 novembre,  Svizzera, Basilea - Festsaal Messe Basel
- 8 novembre,  Svizzera, Basilea - Festsaal Messe Basel
- 12 novembre,  Armenia, Erevan - Concert & Sport Centre
- 16 novembre,  Australia, Perth - Burswood Entertainment Complex
- 18 novembre,  Australia, Adelaide - Adelaide Festival Centre
- 19 novembre,  Australia, Melbourne - Palace Theatre
- 20 novembre,  Australia, Sydney - Sydney Entertainment Centre (ospite Tina Arena)
- 24 novembre,  Regno Unito, Cardiff - St David's Hall
- 25 novembre,  Regno Unito, York - Grand Opera House
- 26 novembre,  Regno Unito, Glasgow - Lomond Auditorium
- 28 novembre,  Regno Unito, Oxford - New Theatre
- 30 novembre,  Regno Unito, Manchester - Academy 2

Dicembre 2008
- 1º dicembre,  Regno Unito, Peterborough - Cresset Theatre
- 3 dicembre,  Regno Unito, Birmingham - Symphony Hall

## La scaletta
È stata presentata una scaletta molto simile a quelle del Fly World Tour e del Live in Italy Tour.
1. Iruben Me
2. Occhi
3. Tutti i colori della mia vita
4. Bacco perbacco
5. Amen
6. Cuba libre
7. Il volo
8. Blu
9. Diamante
10. Così celeste
11. Rispetto
12. Baila (Sexy Thing)
13. Overdose (d'amore)
14. Il mare impetuoso al tramonto salì sulla Luna e dietro una tendina di stelle...
15. Indaco dagli occhi del cielo
16. Nel così blu
17. Wonderful Life
18. Con le mani
19. Solo una sana e consapevole libidine salva il giovane dallo stress e dall'Azione Cattolica
20. Diavolo in me
21. Hi-De-Ho
22. Hey man
23. Menta e rosmarino
24. Miserere (ft. virtuale con Luciano Pavarotti)
25. X Colpa di Chi?

## La band
- Zucchero (voce, chitarra, pianoforte)
- Polo Jones - basso elettrico
- Kat Dyson e Mario Schilirò - chitarra
- Adriano Molinari - batteria
- Davis Sancious - tastiere
- James Thompson - sassofono
- Massimo Greco - tromba
- Beppe Caruso - trombone